# A7-es főút (Litvánia)
Az A7-es főút Marijampolėt köti össze az orosz határral Kybartai közelében. Onnan Kalinyingrád felé vezet tovább az út. A főút hossza 42,21 km. Az út közelében fekvő nagyobb városok: Vilkaviškis, Virbalis és Kybartai.
Az út nagy részén 90 km/h a sebességkorlátozás. Ez a két legfontosabb szárazföldi út egyike, amely a litván oldalról a Kalinyingrádi területre vezet. A másik az E77 (A12-es autópálya Litvániában), amely Pagėgiai közelében keresztezi a határt.
Ez az útvonal az európai útvonalhálózat része, mint az E28-as európai út.

## Története
A Szovjetunióban a Vilnius és Kalinyingrád közötti A229-es útvonal része volt.

## Fordítás
Ez a szócikk részben vagy egészben  az   A7 highway (Lithuania) című angol Wikipédia-szócikk ezen változatának fordításán alapul.  Az eredeti cikk szerkesztőit annak laptörténete sorolja fel. Ez a jelzés csupán a megfogalmazás eredetét és a szerzői jogokat jelzi, nem szolgál a cikkben szereplő információk forrásmegjelöléseként.